# Anacornia
Anacornia là một chi nhện trong họ Linyphiidae.